# Killing
En killing er en betegnelse for en unge af en kat (en kattekilling) eller en hare (en harekilling). 

## Kattekilling
Et nyfødt kuld af kattekillinger består normalt af 3-6 killinger, der fødes efter 63 dages drægtighed. De er indtil fødslen omgivet af en fosterhinde, som moderen slikker af og spiser. I de første uger er killingerne kun i stand til at urinere eller have afføring, hvis de stimuleres af moderen. Killingerne er ligeledes ude af stand til at regulere kropstemperaturen i de første uger, og deres øjne er lukkede i godt en uge efter fødslen, hvorefter de langsomt åbnes i takt med at de færdigudvikles. Alle killinger har blå øjne fra fødslen og fortsætter med at have det i meget lang tid, indtil de bliver voksne.